# Життя Буффало Білла
«Життя Буффало Білла» (англ. The Life of Buffalo Bill) — американський короткометражний біографічний вестерн режисера Пола Панцера 1912 року.

## У ролях
- Вільям Ф. Коуді — камео
- Вільям Джеймс Крафт
- Ірвінг Каммінгс
- Пол Панцер
- Перл Вайт